# José A. Ferreyra
Pour les articles homonymes, voir Ferreyra.
José Agustín Ferreyra (né le 28 août 1889 à Buenos Aires et mort le 29 janvier 1943  dans la même ville) est un réalisateur, scénariste et  producteur de cinéma argentin. Il débute dans le cinéma muet et continue après l'arrivée des films sonores, et réalise des films entre 1915 et 1941, la plupart du temps avec des moyens économiques et techniques très modestes mais faisant toujours preuve d'une grande passion pour ce qu'il fait. Il était aussi un compositeur de tangos qui, en général, étaient liés aux films qu'il réalisait.

## Biographie
Né à Buenos Aires, sa mère était une femme de couleur, et il aspirait à s'élever socialement. Il commence par étudier le violon, mais se dirige plutôt vers la peinture, et obtient un poste de décorateur dans le Théâtre Colón. Il s'initie au cinéma dans le studio de Lipizzi.
José A. Ferreyra est un pionnier du cinéma en Argentine, qui a jeté les bases du cinéma national. Il est l'auteur de plusieurs films d'inspiration populaire, qui ont pour cadre les faubourgs de Buenos Aires (El tango de la muerte, 1917 ; La chica de la calle Florida, 1921 ; Ayúdame a vivir, 1936). Il réalise un des premiers films sonores d'Argentine, El cantar de mi ciudad  en 1930.
En 1924, il épouse María Turgenova et ils restent mariés pendant sept ans.
Il meurt à Buenos Aires d'un cancer de la gorge le 29 janvier 1943.

## Filmographie

### Réalisateur
- 1915 : Una noche de garfua
- 1917 : El tango de la muerte
- 1919 : Campo ajuera

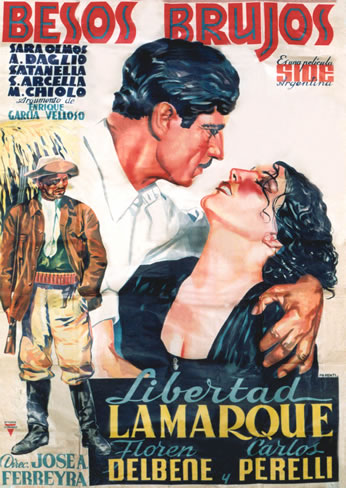
Affiche de Besos brujos (1937).

- 1921 : Mientre Buenos Aires duerme
- 1921 : La gaucha
- 1922 : Buenos Aires
- 1922 : La chica della calle Florida
- 1924 : El organito de la tarde
- 1924 : El arriero de Yacanto
- 1924 : Mi ultimo canto
- 1926 : Machachita de Chiclana
- 1927 : Perdón, viejita
- 1930 : El cantar de mi ciudad
- 1930 : La cancion del gaucho
- 1931 : Muñequitas porteñas
- 1934 : Calle de Buenos Aires
- 1935 : Puente alsina
- 1936 : Ayudame a vivir
- 1937 : Besos brujos (en)
- 1937 : Muchachas de la ciudad
- 1938 : La ley que olvidaron
- 1939 : Chimbella
- 1940 : El hijo del barrio
- 1941 : La mujer y la selva